# Rivière du Moulin (Baie-Saint-Paul)
Pour les articles homonymes, voir Rivière du Moulin.
La rivière du Moulin est un affluent de la rive ouest de la baie Saint-Paul sur la rive nord-ouest du fleuve Saint-Laurent. Cette rivière coule dans la municipalité de Petite-Rivière-Saint-François et dans la ville de Baie-Saint-Paul, dans la municipalité régionale de comté (MRC) de Charlevoix, dans la région administrative de la Capitale-Nationale, dans la province de Québec, au Canada.
La route 138 longe du côté est la partie supérieure et intermédiaire de cette petite vallée. Tandis que le chemin de la Pointe qui longe la partie ouest de la Baie Saint-Paul, dessert la partie inférieure. Les activités récréotouristiques sont les principales activités économiques de cette zone grâce notamment au centre de ski alpin du "Massif de Charlevoix" qui est localisé tout près du côté Est de la partie supérieure de cette rivière et dont le flanc de la montagne aménagé pour le ski alpin fait face au fleuve.
La surface de la rivière du Moulin est généralement gelée du début de décembre jusqu'à la fin de mars, sauf les zones de remous ; toutefois la circulation sécuritaire sur la glace se fait généralement de la mi-décembre à la mi-mars. Le niveau de l'eau de la rivière varie selon les saisons et les précipitations ; la crue printanière survient en mars ou avril.

## Géographie
La rivière du Moulin prend sa source à l'embouchure d'un petit lac (longueur : 0,26 km ; altitude : 442 m) dans un hameau, entre la montagne Saint-Jean (du côté ouest) et le Mont Gabrielle-Roy (du côté est) dans la municipalité de Petite-Rivière-Saint-François. Cette source est située à :
- 0,24 km à l'ouest de la route 138 laquelle s'éloigne de 5 à 6 kilomètres à cet endroit du fleuve Saint-Laurent dans cette zone ;
- 1,3 km à l'ouest du sommet du Mont Gabriel-Roy (altitude : 710 m) ;
- 5,8 km à l'ouest de la rive nord-ouest du fleuve Saint-Laurent ;
- 8,7 km au sud-ouest du centre du village de Petite-Rivière-Saint-François ;
- 9,5 km au sud du centre-ville de Baie-Saint-Paul ;
- 29,7 km au nord du centre-ville de Saint-Tite-des-Caps.

À partir de sa source, le cours de cette rivière descend sur 8,5 km avec une dénivellation de 438 m, selon les segments suivants :
- 3,6 km vers le nord-est, jusqu'à la décharge (venant du sud-est) de trois petits lacs ;
- 4,5 km vers le nord-est en passant du côté Est des hameaux Côte Saint-Antoine et Dufour, puis en dévalant la falaise en s'éloignant de la route 138 par son côté Est, jusqu'à un coude de rivière correspondant à la décharge du ruisseau du Milieu (venant du nord-ouest) ;
- 0,4 km vers l'Est en coupant le chemin de fer, jusqu'à son embouchure[2].

La rivière du Moulin se déverse sur la rive ouest de la Baie Saint-Paul de la rive nord-ouest du fleuve Saint-Laurent, dans la municipalité de Baie-Saint-Paul. Cette confluence est localisée à :
- 1,5 km au sud-ouest de la confluence de la rivière Malbaie ;
- 2,2 km au sud-est du centre-ville de Baie-Saint-Paul ;
- 1,6 km à l'est d'une courbe de la route 138[2].

## Toponymie
Ce nom est imprimé sur la carte Domaine forestier du Séminaire de Québec, 1955-01. Il se trouve également sur le bouillon de la carte Maillard, 1959-05-21, item 133. Anciennement, on trouvait un moulin à scie à son embouchure. Rivière de la Factory et Rivière des Cascades sont deux variantes de ce nom.
Le toponyme "rivière du Moulin" a été officialisé le 5 décembre 1968 à la Banque des noms de lieux de la Commission de toponymie du Québec.